# 正平記
『正平記』（しょうへいき）は、柳沢きみおの漫画。『週刊少年チャンピオン』（秋田書店）で1982年16号から50号まで連載された、

## 概要
『月とスッポン』の主要キャラ、藤波正平を主役にしたスピンオフ作品である。予備校を舞台にしており、浪人生の置かれた状況をリアルに描く。『月とスッポン』の手法が生かされており、シリアスな展開になっても間にギャグを入れることで暗くならずコミカルに展開する。

## ストーリー
東大受験に失敗した正平は、S予備校で勉強しなおすため東京の親せき、立花家に越してきた。予備校にはかつての高校の友達を含め、さまざまな種類の浪人生がいて仲間になっていく。しかし慣れない東京暮らしで体調を崩し、激しい受験勉強で仲間たちはどんどん脱落していく。はたして正平は東大に無事合格することが出来るのか。

## 主要人物

### 浪人生たち
藤波正平（ふじなみ しょうへい）
本編の主人公。高校の同級生だった星野と文通をしている。
金子秀雄（かねこ ひでお）
正平と同じ高校の出身。会社の息子で将来後を継ぐことになっている。髪を乱されると怒り狂う。
杉林二郎（すぎばやし じろう）
大蔵省(連載当時)のエリート官僚になりたくて、その為浪人しても東大に入ろうとする。浪人のファッションにこだわったりと外見を気にするタイプ。
北里（きたざと）
両親に東大受験を反対され、ほかの大学に合格していたにもかかわらず東大受験するために浪人する。体調をよく崩す。
山本一平太（やまもと いっぺいた）
4浪。立花家のゴタゴタから逃れるために連れてこられたアパートに住んでいる。鉛筆アレルギーで鉛筆が持てない。北国出身。
山本の友人
4浪。北国の出身で同郷の山本とは気が合うのかよく一緒にいる。ストレスがたまると大声を出す癖がある。
近田（ちかだ）
9浪。あまりの浪人歴の長さの為、周りの浪人生からは13浪と勘違いされて「大自然」と呼ばれている。妻子持ち。妻の父からの願いで東大の医学部を目指すことになる。
クレオパトラ
本名不明。北里とともにS予備校の2大美人と呼ばれる。

### 立花家の人々
立花若葉（たちばな わかば）
立花家の次女。中学2年。3歳の時に正平に出会っており、兄のように慕っている。
立花みどり（たちばな みどり）
立花家の長女。K大付属高校2年。正平に何らかの興味を持っている。
立花つぐお（たちばな つぐお）
立花家の長男。小学5年。親の方針でK大付属高校の受験勉強をやらされているが、いやになって反発する。
父親
本名不明。祖父の源次に頭が上がらない。
立花たみ子（たちばな たみこ）
母親。ゴタゴタが起って勉強が出来なくなった正平の為にアパートを用意する。
立花源次（たちばな げんじ）
祖父。正平いわく、立花家の絶対的権力者。頑固者。

### アパートの住人
桑沢直子（くわさわ なおこ）
ジャズシンガー。24歳。元旦那に付きまとわれていて、逃げるために正平の部屋に転がり込んでくる。

### その他
星野道代（ほしの みちよ）
京都女子大学生。正平の中学高校の同級生で、正平と文通している。
ニンジン
みどりの同級生。東大を目指す正平に好意を持っている。

## 備考
- 単行本は全3巻。2009年現在、文庫版や復刻版は刊行されておらず入手困難となっている。
- 『週刊少年チャンピオン』の創刊40周年企画として、同誌2009年28号に掲載された『月とスッポン』の特別読切では43歳になった藤波がメインで描かれている。作中では藤波がアメリカの大学で助手となりアメリカ人女性と結婚するが、離婚後に帰国し、日本の大学での准教授を経てラーメン屋を始めた設定になっている。